# Перегорода
Перегорода — деревня в Лидском сельском поселении Бокситогорского района Ленинградской области.

## История
Деревня Перегорода упоминается на карте Новгородского наместничества 1792 года А. М. Вильбрехта.
Согласно X-ой ревизии 1857 года:

ПЕРЕГОРОДА — деревня, принадлежит Н. П. Колюбакину: хозяйств — 2, жителей: 3 м. п., 8 ж. п., всего 11 чел

По земской переписи 1895 года:

  
ПЕРЕГОРОДА — деревня, крестьяне бывшие др. Н. П. Колюбакина: хозяйств — 3, жителей: 9 м. п., 11 ж. п., всего 20 чел.

В конце XIX — начале XX века деревня административно относилась к Верховско-Вольской волости 1-го земского участка 3-го стана Устюженского уезда Новгородской губернии.

ПЕРЕГОРОДА — деревня Ольешского сельского общества, число дворов — 5, число домов — 10, число жителей: 21 м. п., 25 ж. п.; Занятие жителей: земледелие, лесные заработки. Колодцы и ручей. (1910 год)

По данным 1933 года деревня Перегорода входила в состав Коробищенского сельсовета Ефимовского района.
По данным 1966 и 1973 годов деревня Перегорода входила в состав Коробищенского сельсовета Бокситогорского района.
По данным 1990 года деревня Перегорода входила в состав Ольешского сельсовета.
В 1997 году в деревне Перегородка Ольешской волости проживали 11 человек, в 2002 году — 15 человек (все русские).
В 2007 году в деревне Перегорода Заборьевского сельского поселения проживали 18 человек, в 2010 году — 13 человек. 
Со 2 июня 2014 года — в составе вновь созданного Лидского сельского поселения Бокситогорского района.
В 2015 году в деревне Перегорода Лидского СП проживали 15 человек.

## География
Деревня расположена в восточной части района на автодороге Сидорово — Ольеши к северо-западу от деревни Ольеши.
Расстояние до посёлка Заборье — 30 км.
Расстояние до ближайшей железнодорожной станции Заборье — 36 км. 
Деревня находится близ правого берега реки Колпь.

## Демография
| 1997 | 2002 | 2007 | 2010 | 2017 |
| ---- | ---- | ---- | ---- | ---- |
| 11   | ↗15  | ↘4   | ↗8   | ↘1   |

## Инфраструктура
На 1 января 2016 года в деревне было зарегистрировано 11 домохозяйств.